# Borikenophis
Borikenophis is een geslacht van slangen uit de familie toornslangachtigen (Colubridae) en de onderfamilie Dipsadinae.

## Naam en indeling
De wetenschappelijke naam van het geslacht werd in 2009 voorgesteld door Stephen Blair Hedges en Nicolas Vidal.
Er worden vier soorten in het geslacht geplaatst, Borikenophis prymnus werd lange tijd gezien als een ondersoort van Borikenophis portoricensis. De slangen werden eerder aan andere geslachten toegekend, zoals Alsophis en het niet meer erkende Dromicus.

### Soorten
Het geslacht omvat de volgende soorten, met de auteur en het verspreidingsgebied.
| Naam                       | Auteur                   | Verspreidingsgebied                                 |
| -------------------------- | ------------------------ | --------------------------------------------------- |
| Borikenophis portoricensis | Reinhardt & Lütken, 1863 | Puerto Rico, Mona, Desecheo, Britse Maagdeneilanden |
| Borikenophis prymnus       | Schwartz, 1966           | Puerto Rico                                         |
| Borikenophis sanctaecrucis | Cope, 1862               | Amerikaanse Maagdeneilanden, Saint Croix            |
| Borikenophis variegatus    | Schmidt, 1926            | Mona, mogelijk op Desecheo                          |

## Verspreiding en habitat
De slangen komen voor in delen van de Caraïben en leven op Puerto Rico en omringende eilanden, zoals de Britse Maagdeneilanden en de Amerikaanse Maagdeneilanden.
De habitat bestaat uit tropische en subtropische bossen, zowel droge bossen als vochtige laaglandbossen. Ook in door de mens aangepaste streken zoals weilanden en landelijke tuinen kunnen de dieren worden aangetroffen.

## Beschermingsstatus
Door de internationale natuurbeschermingsorganisatie IUCN is aan drie soorten een beschermingsstatus toegewezen. Een soort wordt gezien als 'veilig' (Least Concern of LC) en een soort als 'gevoelig' (Near Threatened of NT). De soort Borikenophis sanctaecrucis wordt beschouwd als 'ernstig bedreigd' (Critically Endangered of CR).